# Odd Nerdrum
Odd Nerdrum né à Helsingborg (Suède) le 8 avril 1944 est un peintre norvégien.

## Biographie
Odd Olaf Nerdrum naît en Suède où ses parents résistants s'étaient réfugiés.
Il étudie la peinture traditionnelle et classique à l'École nationale des arts d'Oslo avant de compléter cette éducation auprès de Joseph Beuys à l'Académie des beaux-arts de Düsseldorf. En 1983, il bénéficie d'une galerie d'exposition à la galerie Martina Hamilton de New York. Il vit actuellement en Islande.
La plupart des œuvres de Nerdrum comportent des figures inspirées par une esthétique classique, peintes dans des paysages apocalyptiques. Certaines ont choqué par leurs sujets violents ou à connotation sexuelle. Artiste controversé, il affirme que son art relève du kitsch. Il a d'ailleurs publié en 2001 On Kitsch, un ouvrage développant les différences entre l'art et le kitsch. 
Quelques-unes de ses peintures sont conservées à Oslo au Musée national de l'Art, de l'Architecture et du Design, et dans de nombreux musées américains.
Helene Knoop est son élève.